# Analysenwaage
Die Analysenwaage ist die empfindlichste Form einer Präzisionswaage. Mit einer Auflösung von üblicherweise 0,1 mg ist sie dafür geeignet, extrem geringe Stoffportionen auszuwiegen.
Noch genauere Waagen, die eine Auflösung von einem Mikrogramm haben, werden Mikrowaagen genannt.

## Ältere Bauart

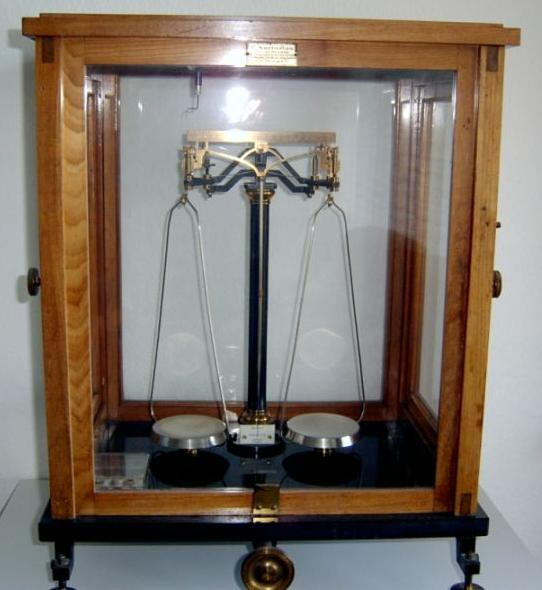
Analysenwaage älterer Bauart

Analysenwaagen waren früher Balkenwaagen. Einige Bauformen arbeiteten nach dem Substitutionsprinzip: Auf beiden Seiten des Balkens hingen typischerweise 200 Gramm an Masse, auf der Seite mit der Waagschale konnte man mit einer Mechanik Bruchteile dieser Masse vom Balken abheben. Mit einem groben Wägen wurde ermittelt, wie schwer eine Probe in Gramm ist, diese Masse wurde dann mittels der Mechanik abgehoben, und das eigentliche Wägen in Gang gesetzt, indem eine Arretierung des Balkens gelöst wurde. Dann konnte man mit der Mechanik weitere geringe Gewichte abheben oder hinzufügen, der entscheidende Faktor war aber eine Stahlfeder, über die man eine kleine Kraft auf den Balken ausüben konnte, um diesen in die Gleichgewichtslage zu bringen. An dem mit ihr verbundenen Regler war ablesbar, wie vielen zusätzlichen Milligramm bzw. Zehntel Milligramm diese Kraft entsprach. Nach dem Wiegen wurde der Balken wieder arretiert, bevor die Probe entnommen wurde.
Durch das Substitutionsprinzip konnte eine einseitige Verformung des Wiegebalkens und damit ein Messfehler verhindert werden, vollkommen unabhängig davon, ob die Probe nur einige Gramm oder hunderte Gramm Masse hatte. Dennoch mussten die Waagen regelmäßig nachkalibriert bzw. geeicht werden, da sich die Mechanik auf Dauer verformte und einen zunehmenden Messfehler verursachte. Temperaturschwankungen hätten dies beschleunigt.
Zur Ausrichtung hatten Analysenwaagen eine Libelle, ähnlich einer Wasserwaage oder ein Schnurlot an der Säule. Damit wurde die Waage mittels Fußrändelschrauben justiert. Jede noch so geringe Schräglage hätte in ihrer Messgenauigkeit zu einem erheblichen Messfehler geführt, ebenso wurden sie durch kaum wahrnehmbare Erschütterungen und trotz einer geschlossenen Kammer um der Waagschale auch durch Luftströmungen gestört. Deshalb wurden die Waagen auf spezielle schwingungsgedämpfte Wägetische gestellt. Diese bestehen aus einer schweren Steinplatte (etwa 50 kg), die mit Korkstücken oder anderen gedämpften weichen Federn im eigentlichen Rahmen des Wägetischs aufliegen. Die Eigenresonanz dieses Masse-Feder-Systems liegt unterhalb der gewöhnlichen Gebäudeschwingungen.
Wiegeräume waren besonders gut gedämmt, möglichst stabil klimatisiert und zumeist fensterlos bzw. unbelüftet.

## Modernere Bauart

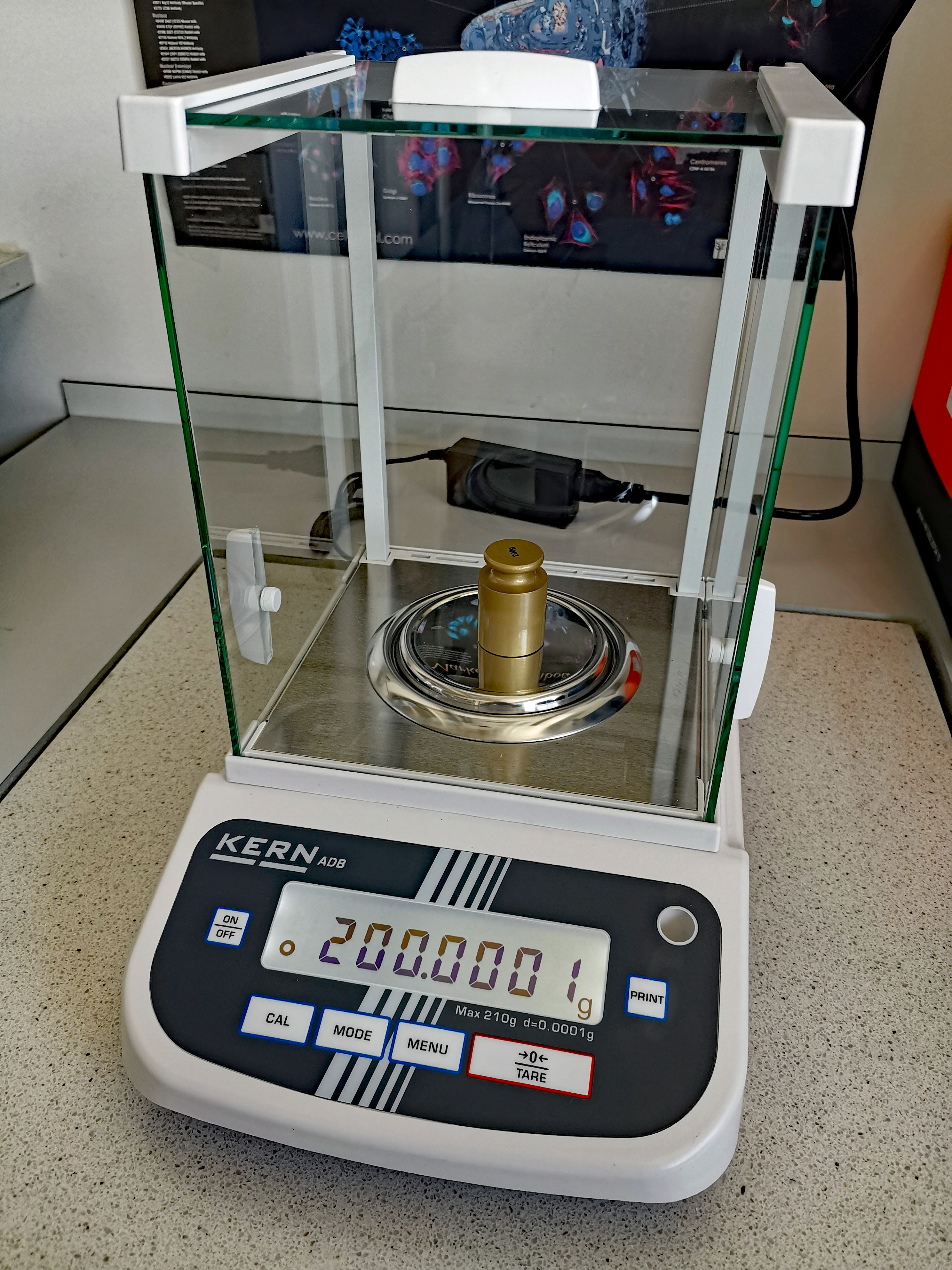
Moderne Analysenwaage

Moderne Analysenwaagen arbeiten nach dem Prinzip des kompensierten Drehmoments.
Dabei wird durch die zu messende Masse ein Drehmoment erzeugt, das durch eine elektromagnetische Kraft kompensiert wird. Die Messung dieser Kraft kann sehr genau erfolgen und der Messwert ist schnell stabil. Auch moderne Waagen benötigen eine Aufstellung auf gut gedämpften Wägetischen.
Fingerabdrücke und Luftfeuchtigkeit auf den Proben führen bereits zu falschen Ergebnissen, obgleich die Waage richtig misst. Daher müssen die Probenbehälter vor einer Analyse gründlich gereinigt und während der Analyse vor Verunreinigungen jeglicher Art geschützt werden. Ferner müssen die Probenbehälter sowohl leer als auch mit der zu wiegenden Probe vor dem Wiegen in einem Exsikkator vollständig getrocknet werden.
Die Anwendungen von Analysenwaagen sind vor allem chemische, quantitative Analysen, bei denen man in einem Behälter gesammelte Rückstände wiegt, und die vorher ermittelte Masse des Behälters von dem Messwert abzieht. Der Messbereich von Analysenwaagen ist im Grunde viel zu genau, um irgendwelche Substanzen für eine Rezeptur abzumessen, wie man es mit gewöhnlichen Waagen macht, da bereits eine geringe Anzahl von Speisesalzkörnchen die Milligrammgrenze überschreitet. Man kann aber vor einer quantitativen nasschemischen Analyse genau ermitteln, wie viel von einer Substanz man verwendet hat, falls dies eine Bedeutung für die Berechnung des Ergebnisses hat. Für Synthesen oder qualitative chemische Analysen sind Analysenwaagen praktisch bedeutungslos.